# Mariano Azuela
Mariano Azuela (Lagos de Moreno, 1 de Janeiro de 1873 – Cidade do México, 1 de Março de 1952) foi um escritor mexicano da época da Revolução. O seu trabalho mais célebre foi a obra Los de abajo (traduzida para inglês como "The Underdogs") em 1915. Os seus últimos trabalhos foram Las moscas, El camarada Pantoja, and La luciernaga.